# آندری توپولف
آندری نیکولایویچ توپولف (روسی: Андрей Николаевич Туполев؛ ۱۰ نوامبر سال ۱۸۸۸–۲۳ دسامبر ۱۹۷۲) یک مهندس و پرسنل نظامی و پیشگام طراحی هواپیما در اتحاد جماهیر شوروی بود.
او در طول زندگی حرفه‌ای خود طراحی یا نظارت بر طراحی بیش از ۱۰۰ نوع از هواپیما را برعهده داشت که برخی از آن‌ها که ۷۸ رکورد جهانی را برای وی ثبت کرده‌اند. معروف‌ترین هواپیماهایی که توپولف طراحی کرد توپولف‌های ۱۳۴ و ۱۵۴ (TU) هستند. وی با ساختن بمب‌افکن دورپرواز توپولف-۹۵ که قادر بود کره زمین را دور بزند شهرت جهانی یافت.
بسیاری از کشورها ازجمله انگلستان و آمریکا، صرف نظر از کمونیست بودن توپولف، به او عنوان عضو افتخاری آکادمی‌های علوم خود را دادند.

## زندگی
آندری توپولف در دهم نوامبر سال ۱۸۸۸ در روسیه به دنیا آمد. او ششمین فرزند از هفت فرزند والدینش بود.
آندری در سال ۱۹۰۸ در دو دانشگاه روسیه پذیرفته شد؛ مدرسه عالی فنی مسکو و انستیتوی مهندسان راه‌آهن. توپولف به مدرسه عالی فنی مسکو رفت و در سال ۱۹۰۹ مطالعه آیرودینامیک را زیرنظر ژوکوفسکی، از پیشگامان صنعت پرواز روسیه، آغاز کرد. در همین دوران بود که آندره یکی از اولین تونل‌های باد جهان و اولین تونل باد روسیه را برای آزمایشگاه مدرسه عالی فنی ساخت. او در مهندسی مکانیک و تکنولوژی دکترا گرفت.
در سال ۱۹۱۱ توپولف به انقلابیون پیوست و اندکی بعد دستگیرشد. او به زادگاهش تبعید شد و تا سال ۱۹۱۴ اجازه نیافت که به محیط علمی بازگردد. سرانجام در سال ۱۹۱۸ به‌عنوان مهندس مکانیک و با پایان‌نامه‌ای دربارهٔ هواپیماهای آب‌نشین فارغ‌التحصیل شد. در دهه بیست، توپولف در همان دانشگاهی که علم پرواز را آموخته بود به آموزش آیرودینامیک مشغول شد.
در سال ۱۹۲۹ تلاش‌های توپولف به بنیان‌گذاری «انستیتو مرکزی آیرودینامیک و هیدرودینامیک» انجامید.
وظیفه دفتر طراحی مرکزی این سازمان تهیه طرح‌هایی برای ساخت بمب‌افکن‌ها و هواپیماهای تجاری بود. توپولف به طرح‌های تمام فلزی یونکرس، پیشگام هوانوردی آلمانی، علاقه‌مند بود و سعی داشت تا راه او را ادامه دهد.
در همین دوران بود که توپولف بارقه‌ای از خلاقیت خود را به نمایش گذاشت؛ طراحی توپولف تی‌بی-۳ اولین بمب‌افکن سنگین ۴ موتوره جهان که هیچ ستون نگهدارنده‌ای برای بال‌هایش نداشت. طراحی این هواپیما در سال ۱۹۲۶ آغازشد و تا سال ۱۹۲۹ به طول انجامید. این هواپیما توانست ۴ رکورد پروازی را در آن زمان بشکند و با اینکه در زمان جنگ جهانی دوم هواپیمایی منسوخ و کهنه بود بازهم به‌صورتی گسترده در نقش بمب‌افکن یا هواپیمای باری به کارگرفته شد. در تابستان ۱۹۴۱ حدود ۲۵ درصد بمب‌افکن‌های ارتش سرخ را این هواپیما تشکیل می‌داد. کیفیت توپولف تی بی-۳ به اندازه‌ای خوب بود که آلمان‌ها آن را به غنیمت گرفتند و به خدمت درآوردند.
بمب‌افکن توپولف-اس. بی اولین پروازش را در سال ۱۹۳۴ انجام داد و بسیاری از آنها در اسپانیا، چین، مغولستان، فنلاند و همچنین در برابر آلمان جنگیدند. زمانی که شعله‌های جنگ جهانی دوم به شوروی کشیده شد این بمب‌افکن‌ها ۹۴ درصد استعداد ناوگان بمب‌افکن‌های ارتش سرخ را تشکیل می‌داد. نمونه‌های غیرنظامی توپولف-اس. بی سال‌ها در خطوط هوایی بلوک شرق پرواز می‌کردند.
با گسترش دفاتر طراحی هواپیما در کشور شوروی، آندری توپولوف تصمیم گرفت تا یک دفتر طراحی برای خود تأسیس کند. به هر حال تأسیس این دفتر برای توپولف خوش‌یمن نبود چرا که در سال ۱۹۳۷ توسط سازمان امنیت استالین به جرم فعالیت‌های فاشیستی دستگیرشد و به زندان افتاد. دو سال بعد سرویس امنیتی در یکی از آزمایشگاه‌های مخفی خود در نزدیکی مسکو تعدادی از دانشمندان و طراحان هواپیما را سازمان دهی کرد و آندری توپولف نیز به نزد آنان فرستاده شد. عاقبت در سال ۱۹۴۰ توپولف محاکمه و به ده سال زندان محکوم شد.
بمب‌افکن موفق توپولف-۲ از خروجی‌های این آزمایشگاه مخفی بود. این هواپیما یک بمب‌افکن سریع بود که برای مقابله با یونکرس-۸۸ آلمانی طراحی شد. این طرح توانایی‌های خود را اثبات کرد و بعدها به‌عنوان هواپیمای اژدرافکن، رهگیر و شناسایی به کارگرفته شد. توپولف-۲ سریع‌ترین، قدرتمندترین و بهترین بمب‌افکن متوسط در جهان درتمامی دوران جنگ جهانی دوم بود. تعداد۲۲۵۷ فروند توپولف-۲ ساخته شد. در سال ۱۹۴۴ ستاره بخت توپولف طلوع کرد و درخشان‌تر از پیش شد.
در دوران جنگ جهانی دوم، آمریکا دست به ساخت بمب‌افکن‌های دورپرواز زیادی زده بود که بمب‌افکن بی-۲۹ گل سرسبد آنها به حساب می‌آمد. این بمب‌افکن در چنان ارتفاعی پرواز می‌کرد که رهگیری آن تقریباً برای تمامی جنگنده‌های آن دوران دور از دسترس بود و برد آن به اندازه‌ای بود که هیچ هواپیمای اسکورتی نمی‌توانست آن را تا مقصد همراهی کند. روس‌ها بارها از آمریکا درخواست کردند که تعدادی از این بمب‌افکن‌ها را در اختیارشان بگذارد؛ اما سیاستمداران آمریکایی همیشه از این امر طفره می‌رفتند. در انتهای جنگ ۳ فروند بی-۲۹ که توسط آتشبارهای ضدهوایی ژاپنی آسیب دیده بودند مجبور به فرود اضطراری در خاک شوروی شدند و به چنگ روس‌ها افتادند. این هواپیماها به‌عنوان مواد آزمایشی به دست توپولف سپرده شدند و توپولف آزاد شد تا روی «یک پروژه دفاعی مهم» کار کند.
توپولف کار روی بی-۲۹ها را آغاز کرد و آنها را تا کوچک‌ترین قطعه از هم جدا ساخت. کار مهندسی معکوس بی-۲۹ با موفقیت همراه شد و در سال ۱۹۴۷ بمب‌افکن‌های توپولف-۴ به همراه خدمه کاملاً آموزش دیده در خدمت نیروی هوایی ارتش سرخ قرار گرفتند. کمی بعد اولین بمب اتمی شوروی توسط یک توپولف-۴ پرتاب شد.
در آغاز دهه ۵۰ میلادی، توپولف-۴ تنها بمب افکن دورپرواز شوروی بود. در سال ۱۹۵۰ توپولف طراحی یک بمب افکن استراتژیک با پیشرانه جت را آغاز کرد. این هواپیما در سال ۱۹۵۴ با نام توپولف-۱۶ به نیروی هوایی ارتش سرخ پیوست. توپولف-۱۶ می‌توانست یک بمب ۹۰۰۰ کیلوگرمی را تا فاصله ۴۸۰۰۰ کیلومتر حمل کند. موشکهای کروز اولیه روس‌ها توسط همین هواپیما شلیک شدند. بعدها انواع مختلف توپولف-۱۶ در نقشهای هواپیمای شناسایی، جنگ الکترونیک، سوخت‌رسان، گشت دریایی و مانند آنها بکارگرفته شدند. چین امتیاز ساخت توپولف-۱۶ را در کشور خود به دست آورد. اولین بمب اتمی چین توسط توپولف-۱۶ پرتاب شد و پس از ۵۰ سال هنوز هم این هواپیماها در خدمت نیروی هوایی آن کشور می‌باشد.
آندری توپولف در سال ۱۹۵۵ پس از اعاده حیثیت، کار بر روی یک بمب افکن بی همتا را آغاز کرد. توپولف-۹۵ اولین هواپیمای بمب افکن استراتژیک جهان بود که از موتورهای جت ملخی استفاده می‌کرد. در رقابت با بمب افکنهای «سری ام» رابطه نزدیک توپولف با خروشچف به یاری وی آمد. خروشچف اعتقاد داشت که توپولف از قربانیان دستگاه استالین بوده و با انتخاب توپولوف-۹۵ به عنوان بمب افکن استراتژیک جدید شوروی قصد دلجویی از وی را داشت. به نظر می‌رسد طرفداری خروشچف چندان هم بی‌نتیجه نبوده است چرا که بمب افکن توپولف-۹۵ بیر، مانند بی-۵۲های رقیبش، پس از ۶۰ سال هنوز هم در خدمت نیروی هوایی روسیه است و انتظار می‌رود که حداقل تا ۲۰ سال دیگر نیز در خدمت باقی بماند. توپولف-۹۵ سریع‌ترین هواپیمای جت ملخی عملیاتی جهان است. بر اساس طرح توپولف-۹۵ هواپیماهای دیگری چون هواپیمای گشت دریایی توپولف-۱۴۲، آواکس توپولف-۱۲۶ و هواپیمای مسافربری توپولف-۱۱۴ ساخته شد. توپولف-۹۵ از عناصر کلیدی دوران جنگ سرد بود و بارها تامکتهای آمریکایی آنها را در نزدیکی ناوهای هواپیمابر خود رهگیری کردند. توپولف-۹۵ در سال ۱۹۶۱ قوی‌ترین بمب هسته‌ای جهان یعنی بمب تزار را پرتاب کرد.
در همان زمان بود که توپولف به پیروزی دیگری دست یافت. توپولف-۱۰۴ دومین هواپیمای جت مسافربری جهان و اولین جت مسافربری دنیای شرق بود. این طرح درخشان بر اساس بمب افکن موفق توپولف-۱۶ ساخته شد و از آن روز به بعد توپولف توانست برای خود در صنعت هواپیماهای تجاری نیز جایی باز کند. ساخت هواپیماهای باری و مسافربری توپولف با هواپیماهای دیگری دنبال شد تا اینکه پسر او که در علوم تکنولوژی دکترا دارد کار پدر را دنبال کرده و جای پدر را در صنایع هواپیماسازی روسیه گرفت. او که همچون پدرش از طراحان معروف هواپیما در جهان بشمار می‌رود توانست ۵ سال پس از مرگ پدر، جت مسافربری مافوق صوت توپولف-۱۴۴ را بسازد که پرستیژی برای شوروی سابق شد.
همزمان با ساخت توپولف-۹۵ آندری توپولف یک طرح انقلابی دیگر را روکرد؛ بمب افکن مافوق صوت توپولف-۲۲ با بال‌های متغیر. اما این مدل علی‌رغم پیشرفتهای فنی، آنقدر مشکلات داشت که هیچگاه توسط روسها جدی گرفته نشد. این هواپیما تا کنون بیش از ۷۰ سقوط داشته است و تصور می‌رود که توسط روسها از سرویس خارج شده باشد.

آرامگاه آندری توپولف طراح هواپیما در گورستان نووودویچی، منطقه خامونیکی در مرکز مسکو

پس از خروشچف توپولف نفوذ خود را در دستگاه حاکمه شوروی سابق از دست داد و هر چند که پرستیژ توپولف-۱۴۴ تا مدتها آندره را در کانون توجه قرار داده بود اما اندک اندک شرکت ایلوشین جایگاه توپولف را در ساخت هواپیماهای ترابری و مسافربری گرفت.
توپولف در ۲۳ دسامبر ۱۹۷۲ درگذشت و در گورستان نووودویچی در مسکو به خاک سپرده شد.

## جوایز و افتخارات
آندری توپولف عضو افتخاری انحمن سلطنتی هوانوردی بریتانیا و موسسه آمریکایی هوانوردی و فضانوردی بود.
او در کشور خود و در سطح جهانی به ده‌ها جایزه و نشان مفتخر شد ازجمله به عنوان محقق آکادمی علوم روسیه (۱۹۵۳) کلنل جنرال (۱۹۶۸) و سه بار قهرمان سوسیالیستی کار (۱۹۴۵، ۱۹۵۷، ۱۹۷۲). وی همچنین برندهٔ جوایزی همچون جایزه دولتی اتحاد شوروی و نشان لنین شده است.